# Македонка (списание)
„Македонка“ (на македонска литературна норма: Македонка) е женско списание, излизало в Скопие, Федерална Югославия и Република Македония от 1944 до 2006 година.

## История
Списанието започва да излиза през ноември 1944 година като орган на Антифашисткия фронт на жените. Печатането започва в Горно Врановци, продължава в Прилеп и завършва в Битоля. Редакторка на първия брой е Веселинка Малинска, а следващите два – Славко Яневски и Василие Попович.
В 1953 година списанието сменя името си на „Просветена жена“, в 1990 година на „Жена“, в 1997 година на „Жена нова“ и от 1995 година е под заглавието „Згодна“. Редакторки са Вера Ковач, Ружа Бак, Ксения Гавриш, Миряна Чепинчич, Татяна Копачева и Лиляна Дирян.
Списанието спира през януари 2006 година поради недостиг на средства с последния 668 брой.